# Циглар, Янез
Янез Циглар или Циглер (словен. Janez Cigler; 7 мая 1792, Водмат (ныне Любляна) —  11 апреля 1869, Вишня-Гора) — словенский писатель
, поэт, священник.

## Биография
До 1814 года изучал богословие. В том же году был рукоположен. Работал сельским учителем. Служил в разных церквах. В 1823 году стал викарием тюрьмы в Люблянском замке и выполнял эту работу до 1832 года. В то время замок был в основном тюрьмой для политических заключенных, в том числе итальянских карбонариев. Выучил итальянский язык, а заодно усвоил некоторые политические революционные взгляды и мысли. Поэтому имперские власти больше не благоволили к нему, и несмотря на профессиональные способности, Циглер в 1832 году смог устроиться священником в Вышня Горе, где служил до своей смерти.

## Творчество
Искусный рассказчик, поэт. Автор первого словенского романа: «Svetin, ali sreča v nesreči» («Светин, или счастье в несчастье», 1836); кроме того написал «Deteljice» (1866) и «Kortonici».
Выступал за литературное и лингвистическое развитие словенского языка.

## Избранные произведения
Духовная литература
- Molitve za bolnike (1828)
- Štiri poslednje reči ali premišljevanje Smrti, Sodbe, Pekla in Nebes (1831)
- Mašne bukvice (1832)
- Dober nauk ali Kratko podučenje se časne in večne nesreče obvarvati (1832) (COBISS)
- Duhovni studenec (1835)
- Kratki nauki za vsakega človeka (1835)
- Sveti križev pot s podobami

Литературная проза
- Kranjska čbelica (1830, стихи)
- Sreča v nesreči (1836)
- Življenje svete Heme (1839)
- Deteljica ali življenje treh kranjskih bratov francoskih soldatov (1863)
- Kortonica, koroška deklica (1866)